# Physikalische Modellierung
Der Begriff Physikalische Modellierung (kurz PM) kommt aus der Systemtechnik und beschreibt allgemein das Vorgehen, physikalische Grundfunktionen und Module zu benutzen, um das Verhalten komplexer Systeme in mathematischen Funktionen zu formulieren und um sie berechenbar zu machen. Anders als bei der abstrakten mathematischen Modellierung besteht damit ein naturnaher Zusammenhang zwischen Modell und Realität. Physikalische Einflüsse von außen können damit einfach und direkt als Variation in Berechnungen einfließen, die mit solchen Modellen durchgeführt werden.

## Anwendungen

### Simulation
Die PM wird z. B. bei der Entwicklung von mechanischen oder elektronischen Systemen genutzt. Durch Bildung des Modells eines Elektromotors mit allen mechanischen Effekten wie Dämpfung und Rastung kann z. B. die Wirkung einer elektronischen Regelung untersucht werden, ohne sie zu bauen und zu testen.
Insbesondere können Defizite und Artefakte von Systemen wie Nichtlinearität, Diskontinuität und sporadische Effekte und Defekte leicht nachgebildet und bei der Auslegung von Regelfunktionen berücksichtigt werden. Beispiele wären die Wirkung verschmutzter und verbogener Wellen in mechanischen Antrieben, das Sättigungsverhalten magnetischer Werkstoffe bei elektromechanischen Motoren, die Partialschwingen von Kolben und Zylindern bei mechanischen Motoren die Verzerrwirkung von schwingenden Spiegeln in der Lasertechnik.

### Emulation
Physikalische Modelle können im Rahmen der Estimationstheorie auch zur Abschätzung des Verhaltens eines Systems in Echtzeit benutzt werden, indem dessen Reaktion auf äußere Einflüsse aufgrund der physikalischen Formeln berechnet und mit Messergebnissen verglichen wird. Durch die Inversion der Formeln kann so auf innere Zustände im System geschlossen werden, ohne sie direkt messen zu können. Beispiele wären das Verhalten des Wärmeflusses in einem Festkörper, bei dem nur außen am Rand Messpunkte angebracht werden können oder das Verhalten der Elektronik und Mechanik einer Flugzeugturbine.
Die Ergebnisse der Berechnungen können permanent dazu genutzt werden, das System zu beobachten, dessen Funktion zu prüfen und sicherzustellen, dass es noch korrekt innerhalb seiner Betriebsgrenzen arbeitet. Ferner kann die elektronische Steuerung solcher Systeme permanent günstig beeinflusst werden.

### Generation
Durch die Nachbildung physikalischer Objekte und deren Verhalten können auch komplizierte Systemantworten erzeugt und außerhalb von theoretischen Untersuchungen direkt genutzt werden, wie bei der digitalen Erzeugung von Schwingungen bei SDR und DDS. Durch die Abbildung von akustischen Schwingungen in Musikinstrumenten kann das klangbildende und klangverändernde Verhalten von Stimmblättchen, Röhren, Pfeifen und Resonanzkörpern berechnet werden, wie bei Digitalorgeln, Digitalviolinen oder allgemein die virtuelle Klangerzeugung mit Synthesizern.

### Rekonstruktion
Mittels Nachbildung und Variation des physikalischen Verhaltens von Sensoren, Reflektoren und Absorbern können aus Messdaten im Nachhinein Rückschlüsse über den inneren Aufbau gezogen und Primärdaten bzw. Primärstrukturen rückgerechnet werden. Beispiele sind die 3-dimensionale astronomische Abbildung durch Variation von Lichtbeugung und -absorption, die 2-dimensionale Rekonstruktion einer Laserabbildung mittels Variation von Linseneffekten sowie die Rückgewinnung von 3-dimensionalen Körperstrukturen durch Variation der Gewebeabsorption beim 3D-Röntgen.

## Werkzeuge

### Simulatoren
Simulatoren kommen während der Entwicklung eines Modells zum Einsatz, um das Verhalten zu modellieren und zu prüfen. Beispiele:
- PSpice: Ein Simulator für elektronische Schaltungen, der eigene Modelle in C verarbeiten kann. Mit diesem werden einerseits elektronische Schaltungen erzeugt und ausgelegt, indem die umgebende Physik mit der die Schaltung interagieren soll, modelliert wird. Andererseits können elektronische Bauteile dazu genutzt werden, um ein elektronisches Ersatzmodell der Physik zu erzeugen, mit denen der Simulator auch nichtelektronische Vorgänge verarbeiten kann

- Spice-AMS: Ein Simulator für gemischt analog-digitale Systeme in VHDL-AMS, der ähnlich funktioniert, wie pSPICE, aber ausdrückliche Unterstützung besonders für mechanische Komponenten bereitstellt.

- Simulink: Ein Simulator für die MATLAB-Umgebung, für funktionslogische und abstraktmathematische Modelle bereithält, mit denen elektrische und mechanische Systemmodelle aufgebaut werden können.

- ModelSIM: Ein Simulator für digitale Schaltungen in VHDL und Verilog, mit dem das Verhalten digitaler Logikschaltungen untersucht wird. Zur virtuellen Anbindung analoger Bauteile über ADUs werden Analogfunktionen wie Oszillatoren und PLLs nachgebildet. Einflüsse von Temperatur und Spannungsänderungen auf die Schaltzeiten sind damit berechenbar.

### Plattformen
Für die Berechnung von Modellen in Echtzeit dienen je nach Anwendung und Komplexität unterschiedliche Hardwareplattformen. Beispiele:

#### Rechnerverbund
Für die Berechnung und Vorhersage des Wetters werden mehrere Großrechnereinheiten (Cluster) zusammengeschaltet, die ihrerseits einen Teilausschnitt eines 4D-Raumes berechnen (einen räumlichen Ausschnitt für jeweils einen bestimmten Zeitraum). Basis sind physikalische Modelle, die Druck, Temperatur, Luftfeuchte, Strömungen und andere wetterrelevante Parameter berücksichtigen. Hierbei werden mehrere Ansätze unterschiedlicher Randbedingungen und Anfangsparameter mehrfach gegengerechnet.

#### Einzel-PC
Mit MATLAB und Simulink, die überwiegend offline eingesetzt werden, können in Echtzeit langsame Vorgänge wie Wasserströmungen direkt erfasst, das Überschwemmungsverhalten anhand der erfassten Flussprofile geschätzt und Vorgaben für die Einstellung von Hochwassersperrtoren gemacht werden. PC-basierte Plattformen dienen im Umfeld der Radarüberwachung dazu, auf gefährliche Objekte in der Flugbahn zu berechnen. In der Flugsicherung möchte man damit Zusammenstöße erkennen – im Bereich Militär dient es der Warnung von Soldaten.

#### Digitale Signalprozessoren
Mit der Hilfe von DSPs wird das Schwingen von Antriebswellen im Kfz permanent berechnet und der optimale Einkoppelzeitpunkt bestimmt. Elektronische Motoren und Servos werden in optimaler Weise angesteuert, damit sie leise und schnell, sowie bei Alterung noch sicher funktionieren. DSPs dienen auch zur akustischen Modellierung in elektronischen Musikgeräten. In Großraumflugzeugen berechnen DSPs ständig die möglichen Flugwege vor und warnen bei möglichen Kollisionen selbständig, zusätzlich zur Fremdüberwachung.

#### FPGA
Eine große Bedeutung in der Echtzeitmodellierung besitzen FPGAs, die aufgrund ihrer Strukturen ideal geeignet sind, mehrere physikalische Vorgänge parallel nachzubilden und vorauszuberechnen. FPGAs werden z. B. dazu eingesetzt, die Schwingungen von optischen Linsen und Reflektoren in Kameras und Suchköpfen zu kompensieren, indem sie eine Anzahl möglicher Folgebilder in Echtzeit berechnen und mit dem echten Folgebild vergleichen, um so die Schwingungen zu verfolgen und optimale Belichtungszeitpunkte sowie valide Bildausschnitte für die Objekterkennung zu finden. Somit kann der Flugverlauf von schnellen Objekten im Bild genauestens vermessen werden. Zusätzlich können bei 3-dimensionalen Objekten die 2D-Projektion im Bild geschätzt und deren Bewegung ermittelt werden.